# (6512) de Bergh
(6512) de Bergh est un astéroïde de la ceinture principale.

## Description
(6512) de Bergh est un astéroïde de la ceinture principale. Il fut découvert le 21 septembre 1987 à la station Anderson Mesa par Edward L. G. Bowell. Il présente une orbite caractérisée par un demi-grand axe de 2,57 UA, une excentricité de 0,19 et une inclinaison de 11,0° par rapport à l'écliptique.

## Compléments